# Loeches
Loeches és un municipi de la comunitat autònoma de Madrid, situat entre Alcalá de Henares i Arganda del Rey.

## Història
N'existeixen dades des del segle xii, i el seu nom és, segons Madoz, d'origen basc a causa dels efectes de la repoblació amb pastors vascons durant la reconquesta. Fou incorporada per l'arquebisbe Bernardo Jiménez de Rada a l'alfoz Complutense i al seu torn a la jurisdicció senyorial de l'Arquebisbat de Toledo. Va ser una de les 25 viles que componien l'alfoz, pel qual la seva legislació depenia directament del fur d'Alcalá. Va rebre el títol de vila el 1555, per part de l'emperador Carles I d'Espanya i V d'Alemanya. Felip II la va vendre, al costat d'altres viles pertanyents a l'Arquebisbat de Toledo, per a sufragar les despeses de l'Estat amb butlla del Papa. El comprador va ser el genovès Baltasar Catanno qui, al seu torn, va vendre el senyoriu a la família Cárdenas-Avellaneda. La família Cárdenas hi va fundar el Convent de carmelites de San Ignacio Màrtir el 1596, on romanen inhumats.
Iñigo de Cárdenas va ser fundador també del monestir de les Comendadores de Santiago i Alferes major de Madrid. El seu fill va ser ambaixador d'Espanya a Venècia i a França. En aquest monestir s'educaria la filla de Felip IV, la Infanta María Teresa, el nom de qui fa referència a la Santa Carmelitana per intercessió de les monges de Loeches. En morir els Cárdenas, el comte-duc Olivares va comprar el senyoriu el 1633. Va pretendre obtenir el patronatge del monestir de carmelites però no ho va aconseguir. Per això, va encarregar a Alonso de Carbonell (arquitecte del Buen Retiro) l'obra d'un nou monestir, el Monestir de la Inmaculada Concepción, davant de l'anterior, molt similar al Real de l'Encarnació de Madrid, i un modest palau del qual es conserva només la porta.
L'any 1643 el comte-duc Olivares va cessar com primer ministre de Felip IV i va ser bandejat a Loeches, projectant convertir les seves forests en un gran vedat de caça, però l'oposició dels agricultors l'hi van impedir. El 1645, el comte-duc va deixar Loeches en ser bandejat a Toro (Zamora) car els seus enemics volien allunyar-lo encara més de la cort. Aquest estiu va morir i va ser dut novament al monestir de Loeches on roman enterrat avui dia. Durant la guerra, els monestirs van sofrir moltes pèrdues. Actualment compta amb indústria i una mica d'agricultura, principalment el blat i d'altres cereals.